# Capanna Scaletta
La capanna Scaletta è un rifugio alpino situato nel territorio dell'ex comune di Ghirone aggregatosi al comune di Blenio, Canton Ticino, Svizzera nelle Alpi Lepontine, sul versante meridionale del passo della Greina a un'altitudine di 2 205 m s.l.m.

## Caratteristiche e informazioni
Dispone di 40 posti letto nella costruzione più recente e 16 nell'antico rifugio, quest'ultimo è aperto tutto l'anno. La nuova struttura ha piani di cottura a gas e a legna, illuminazione con pannelli solari, WC, due camere da 5 posti e una camerata da 30 posti letto.

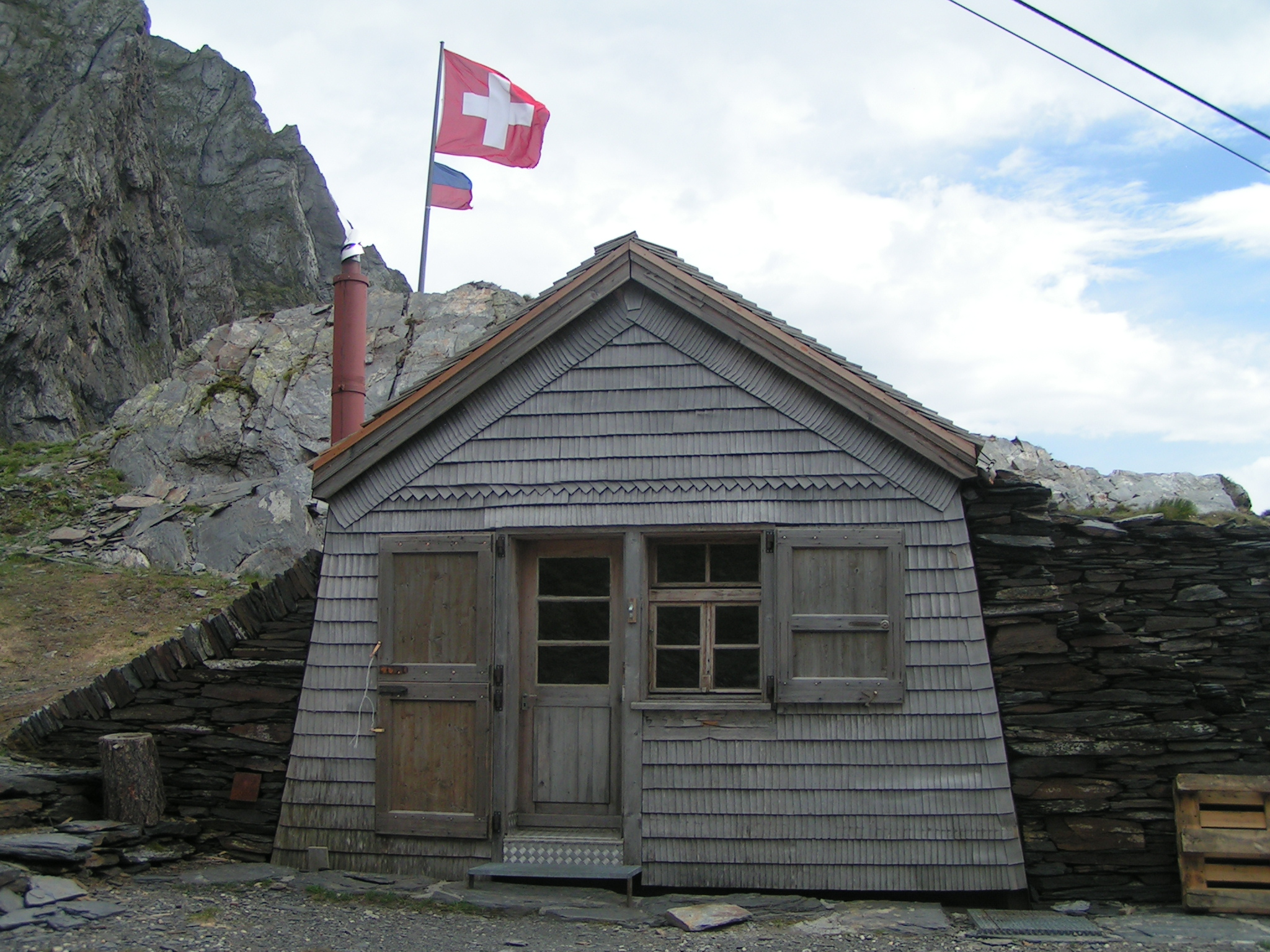
L'antica capanna aperta tutto l'anno

La presenza del custode è garantita dal 1º giugno al 15 ottobre. Il rifugio è raggiungibile a piedi in 3 ore da Ghirone. Durante la bella stagione un servizio di bus, porta gli escursionisti fino a 1 900 m s.l.m. in località Pian Geirèt, da questa fermata il rifugio è facilmente raggiungibile in meno di un'ora di salita.
La regione della Greina permette agli escursionisti ed alpinisti esperti di raggiungere dal rifugio numerose vette che superano i tremila metri di quota come il Piz Medel. La regione è anche rinomata per lo sci escursionistico, che si può praticare fino in tarda primavera.

## Ascensioni
- Piz Medel - 3 210 m
- Piz Vial - 3 168 m
- Piz Valdraus - 3 096 m
- Cima di Camadra - 3 172 m
- Pizzo Gaglianera - 3 120 m
- Pizzo Coroi  - 2 785 m
- Pizzo Marumo - 2 790 m

## Traversate
- Camona da Terri 2,30 ore
- Capanna Bovarina 5 ore
- Capanna Motterascio 2,30 ore
- Capanna Scaradra 5 ore
- Capanna Adula CAS 7 ore
- Capanna Adula UTOE 8 ore
- Capanna Medel CAS 5 ore